# Signe Egholm Olsen
Signe Egholm Olsen (født 9. maj 1980) er en dansk skuespiller. Hun er uddannet fra Statens Teaterskole i 2003.
Signe Egholm Olsen er bl.a. kendt for sin rolle som Maria i Nordkraft (2005), som hun blev nomineret til Bodilprisen for bedste kvindelige hovedrolle for, og i tv-julekalenderen Pagten fra 2009, hvor hun spillede Iselin (Aris).

## Udvalgt filmografi

### Film
| År   | Titel               | Rolle | Noter          |
| ---- | ------------------- | ----- | -------------- |
| 2005 | Nordkraft           | Maria |                |
| 2005 | Den store dag       |       |                |
| 2007 | Into the Wild       |       |                |
| 2010 | Broderskab          |       |                |
| 2010 | Sandheden om mænd   |       |                |
| 2012 | Gummi T             | Lotte | Animationsfilm |
| 2013 | I lossens time      |       |                |
| 2016 | Fuglene over sundet |       |                |
| 2018 | Landet af Glas      |       |                |
| 2019 | De frivillige       |       |                |
| 2019 | Hacker              |       |                |
| 2022 | Bamse               | Jonna |                |

### Tv-serier
- Forsvar (2003-2004)
- Anna Pihl (2006-2007)
- Pagten (2009, tv-julekalender)
- Borgen (2010-2022)
- Carmen Curlers (2022-)

## Privatliv
Privat er Signe Egholm Olsen gift med sangeren Jimmy Jørgensen, med hvem hun har to børn: en datter og en søn.

## Hæderspriser
- Ove Sprogøe Prisen – 2009[3]
- Reumert for årets kvindelige hovedrolle i Bygmester Solness – 2010[4]
- Lauritzen-prisen – 2022[5]